# TRIPLE THREAT:SONIC HEROES VOCAL TRAX
『TRIPLE THREAT:SONIC HEROES VOCAL TRAX』（トリプル・スレット:ソニックヒーローズ・ヴォーカル・トラックス）は、2004年2月4日に発売された、PS2、ニンテンドー ゲームキューブとXbox用ゲームソフト「ソニック ヒーローズ」」（以降SH)に使用されている様々なテーマソングが収録されたアルバム。

## 内容
- 表題曲はSHのメインテーマソング"SONIC HEROES"
- ボーナストラックは「ソニックアドベンチャーDX」（以降SADX)からの様々なテーマソング

## 収録曲
1. SONIC HEROES
（作詞：Johnny Gioeli　作曲・編曲：瀬上純　歌：Crush 40）
メインテーマ
2. WE CAN
（作詞：Ted Poley　作曲・編曲：瀬上純　歌：Ted Poley & Tony Harnell）
チームソニックのテーマソング
3. THIS MACHINE
（作詞：Ryan Shuck　作曲・編曲：瀬上純 & Amir Derakh　歌：Julien-K）
チームダークのテーマソング
4. FOLLOW ME
（作詞：Mathilde O'Rourke　作曲・編曲：瀬上純　歌：Kay Hanley）
チームローズのテーマソング
5. TEAM CHAOTIX
（作曲：瀬上純 & Gunnar Nelson　作詞・編曲・歌：Gunnar Nelson）
チームカオティクスのテーマソング
6. WHAT I'M MADE OF...
（作詞：Johnny Gioeli　作曲・編曲：瀬上純　歌：Crush 40）
最終ボスのテーマソング

-Bonus Tracks from Sonic Adventure DX-
1. MY SWEET PASSION
（作詞・作曲・編曲：Fumie Kumatani　歌：Nikki Gregoroff）
エミーのテーマソング
2. LAZY DAYS -Livin' in Paradise-
（作詞：Fumie Kumatani & 瀬上純　作曲・編曲：瀬上純　歌：Ted Poley）
ビッグのテーマソング
3. UNKNOWN FROM M.E.
（作詞・作曲・編曲：床井健一　歌：Marlon Saunders & Dread Fox）
ナックルズのテーマソング
4. BELIEVE IN MYSELF
（作詞：瀬上純 & Takahiro Fukuda　作曲・編曲：瀬上純　歌：Karen Brake）
テイルスのテーマソング
5. IT DOESN'T MATTER
（作詞：瀬上純 & Takahiro Fukuda　作曲・編曲：瀬上純　歌：Tony Harnell）
ソニックのテーマソング
6. OPEN YOUR HEART
（作詞：瀬上純 & Takahiro Fukuda　作曲：瀬上純 & 床井健一　編曲：瀬上純　歌：Crush 40）
SADXメインテーマ
7. データトラック